# Slowaaks voetbalelftal in 2004
Het Slowaaks voetbalelftal speelde twaalf interlands in het jaar 2004, waaronder vier duels in de kwalificatiereeks voor het WK voetbal 2006 in Duitsland. De selectie stond onder leiding van bondscoach Dušan Galis, de opvolger van de eind 2003 opgestapte Ladislav Jurkemik. Op de in 1993 geïntroduceerde FIFA-wereldranglijst zakte Slowakije in 2004 van de 47ste (januari 2004) naar de 53ste plaats (december 2004).

## Balans
| Wedstrijden | Wedstrijden | Wedstrijden | Wedstrijden | Doelpunten | Doelpunten | Doelpunten | Punten |
| Gespeeld    | Winst       | Gelijk      | Verlies     | Voor       | Tegen      | Saldo      | Punten |
| ----------- | ----------- | ----------- | ----------- | ---------- | ---------- | ---------- | ------ |
| 12          | 4           | 5           | 3           | 20         | 12         | +8         | 1.083  |

## Interlands
|                                                     |                  |       |                       |                                                                                 |
| 31 maart Vriendschappelijk № 125 «onderlinge duels» | Slowakije        | 1 – 1 | Oostenrijk            | Tehelné pole, Bratislava Toeschouwers: 4.520 Scheidsrechter: Karel Vidlák (CZE) |
| 31 maart Vriendschappelijk № 125 «onderlinge duels» | Marek Mintál 72' |       | 90+2' Roland Kollmann | Tehelné pole, Bratislava Toeschouwers: 4.520 Scheidsrechter: Karel Vidlák (CZE) |

|                                                     |                      |       |                     |                                                                                           |
| 28 april Vriendschappelijk № 126 «onderlinge duels» | Oekraïne             | 1 – 1 | Slowakije           | Valeri Lobanovskystadion, Kiev Toeschouwers: 16.800 Scheidsrechter: Mirosław Ryszka (POL) |
| 28 april Vriendschappelijk № 126 «onderlinge duels» | Oleh Venhlynskyi 13' |       | 65' Stanislav Varga | Valeri Lobanovskystadion, Kiev Toeschouwers: 16.800 Scheidsrechter: Mirosław Ryszka (POL) |

|                                                   |                |       |           |                                                                                     |
| 29 mei Vriendschappelijk № 127 «onderlinge duels» | Kroatië        | 1 – 0 | Slowakije | Stadion na Kantridi, Rijeka Toeschouwers: 5.500 Scheidsrechter: Viktor Kassai (HUN) |
| 29 mei Vriendschappelijk № 127 «onderlinge duels» | Ivica Olić 29' |       |           | Stadion na Kantridi, Rijeka Toeschouwers: 5.500 Scheidsrechter: Viktor Kassai (HUN) |

|                                                   |                                                                  |       |                  |                                                                                         |
| 9 juli Vriendschappelijk № 128 «onderlinge duels» | Japan                                                            | 3 – 1 | Slowakije        | Hiroshima Big Arch, Hiroshima Toeschouwers: 24.458 Scheidsrechter: Matthew Breeze (AUS) |
| 9 juli Vriendschappelijk № 128 «onderlinge duels» | Takashi Fukunishi 45' Takayuki Suzuki 66' Atsushi Yanagisawa 82' |       | 64' Peter Babnič | Hiroshima Big Arch, Hiroshima Toeschouwers: 24.458 Scheidsrechter: Matthew Breeze (AUS) |

|                                                    |                                       |       |           | |
| 11 juli Vriendschappelijk № 129 «onderlinge duels» | Servië en Montenegro                  | 2 – 0 | Slowakije | Hakatanomori Athletic Stadium, Fukuoka Toeschouwers: 24.458 Scheidsrechter: Toshimitsu Yoshida (JPN) |
| 11 juli Vriendschappelijk № 129 «onderlinge duels» | Savo Milošević 6' Nenad Jestrović 90' |       |           | Hakatanomori Athletic Stadium, Fukuoka Toeschouwers: 24.458 Scheidsrechter: Toshimitsu Yoshida (JPN) |

|                                                                |                                                      |       |                  |                                                                                    |
| 18 augustus WK-kwalificatie № 130 «onderlinge duels» 19:15 uur | Slowakije                                            | 3 – 1 | Luxemburg        | Slovan Stadion, Bratislava Toeschouwers: 5.016 Scheidsrechter: Viktor Kassai (HUN) |
| 18 augustus WK-kwalificatie № 130 «onderlinge duels» 19:15 uur | Róbert Vittek 26' Vratislav Greško 48' Igor Demo 89' |       | 2' Jeff Strasser | Slovan Stadion, Bratislava Toeschouwers: 5.016 Scheidsrechter: Viktor Kassai (HUN) |

|                                                      |                     |       |                   |                                                                                          |
| 4 september WK-kwalificatie № 131 «onderlinge duels» | Rusland             | 1 – 1 | Slowakije         | Dinamo Stadion, Moskou Toeschouwers: 10.500 Scheidsrechter: Manuel Mejuto González (ESP) |
| 4 september WK-kwalificatie № 131 «onderlinge duels» | Dmitri Boelykin 14' |       | 87' Róbert Vittek | Dinamo Stadion, Moskou Toeschouwers: 10.500 Scheidsrechter: Manuel Mejuto González (ESP) |

|                                                      | |       |               |                                                                                  |
| 8 september WK-kwalificatie № 132 «onderlinge duels» | Slowakije | 7 – 0 | Liechtenstein | Tehelné pole, Bratislava Toeschouwers: 5.620 Scheidsrechter: Dejan Delević (SCG) |
| 8 september WK-kwalificatie № 132 «onderlinge duels» | Róbert Vittek 15' Miroslav Karhan 42' Róbert Vittek 59' Róbert Vittek 81' (pen.) Szilárd Németh 84' Marek Mintál 86' Radoslav Zabavník 90' |       |               | Tehelné pole, Bratislava Toeschouwers: 5.620 Scheidsrechter: Dejan Delević (SCG) |

|                                                    |                                                                             |       |                       |                                                                                    |
| 9 oktober WK-kwalificatie № 133 «onderlinge duels» | Slowakije                                                                   | 4 – 1 | Letland               | Tehelné pole, Bratislava Toeschouwers: 13.025 Scheidsrechter: Stefano Farina (ITA) |
| 9 oktober WK-kwalificatie № 133 «onderlinge duels» | Szilárd Németh 47' Ľuboš Reiter 50' Miroslav Karhan 55' Miroslav Karhan 87' |       | 3' Māris Verpakovskis | Tehelné pole, Bratislava Toeschouwers: 13.025 Scheidsrechter: Stefano Farina (ITA) |

|                                                                  |           |       |          |                                                                                              |
| 17 november Vriendschappelijk № 134 «onderlinge duels» 17:30 uur | Slowakije | 0 – 0 | Slovenië | Štadión Antona Malatinského, Trnava Toeschouwers: 5.482 Scheidsrechter: Tommy Skjerven (NOR) |
| 17 november Vriendschappelijk № 134 «onderlinge duels» 17:30 uur |           |       |          | Štadión Antona Malatinského, Trnava Toeschouwers: 5.482 Scheidsrechter: Tommy Skjerven (NOR) |

|                                                        |           |                    |           |                                                                                            |
| 30 november Vriendschappelijk № 135 «onderlinge duels» | Hongarije | 0 – 1              | Slowakije | Supachalasai Stadion, Bangkok Toeschouwers: 13.025 Scheidsrechter: Prayoon Veerapool (THA) |
| 30 november Vriendschappelijk № 135 «onderlinge duels» |           | 47' Andrej Porázik |           | Supachalasai Stadion, Bangkok Toeschouwers: 13.025 Scheidsrechter: Prayoon Veerapool (THA) |

|                                                       |                          |       |                          |                                                                                                   |
| 2 december Vriendschappelijk № 136 «onderlinge duels» | Thailand                 | 1 – 1 | Slowakije                | Supachalasai Stadion, Bangkok Toeschouwers: 5.000 Scheidsrechter: Ravichandran Chappanimutu (THA) |
| 2 december Vriendschappelijk № 136 «onderlinge duels» | Sakda Joemdee 15' (pen.) |       | 68' (pen.) Martin Ďurica | Supachalasai Stadion, Bangkok Toeschouwers: 5.000 Scheidsrechter: Ravichandran Chappanimutu (THA) |

## FIFA-wereldranglijst
| JAN | FEB | MAR | APR | MEI | JUN | JUL | AUG | SEP | OKT | NOV | DEC |
| --- | --- | --- | --- | --- | --- | --- | --- | --- | --- | --- | --- |
| 47  | 50  | 51  | 55  | 54  | 61  | 66  | 71  | 71  | 57  | 55  | 53  |

## Statistieken
| Kamil Čontofalský  | 1978-06-03 | FK Zenit Sint-Petersburg | 5 | 1 | 0 | 9  | 0  |
| Miroslav König     | 1972-06-01 | MŠK Žilina               | 5 | 0 | 0 | 43 | 0  |
| Dušan Perniš       | 1984-11-28 | ZTS Dubnica              | 1 | 0 | 0 | 1  | 0  |
| Ivan Trabalík      | 1974-10-08 | Inter Bratislava         | 1 | 0 | 0 | 1  | 0  |
| Verdediging        |            |                          |   |   |   |    |    |
| Radoslav Zabavník  | 1980-09-16 | CSKA Sofia               | 8 | 0 | 1 | 13 | 1  |
| Roman Kratochvíl   | 1974-06-24 | Denizlispor              | 8 | 0 | 0 | 26 | 0  |
| Vratislav Greško   | 1977-07-24 | Blackburn Rovers         | 7 | 1 | 1 | 24 | 2  |
| Stanislav Varga    | 1972-10-08 | Celtic                   | 6 | 0 | 1 | 46 | 1  |
| Michal Hanek       | 1980-09-18 | Dinamo Moskou            | 5 | 0 | 0 | 11 | 0  |
| Marek Čech         | 1983-01-26 | Sparta Praag             | 4 | 3 | 0 | 7  | 0  |
| Balázs Borbély     | 1979-10-02 | Artmedia Petržalka       | 4 | 0 | 0 | 4  | 0  |
| Ján Ďurica         | 1981-11-10 | Artmedia Petržalka       | 4 | 0 | 0 | 4  | 0  |
| Martin Petráš      | 1979-11-02 | Sparta Praag             | 2 | 1 | 0 | 15 | 1  |
| Marián Čišovský    | 1979-11-02 | MŠK Žilina               | 2 | 0 | 0 | 7  | 0  |
| Marián Had         | 1982-09-16 | 1. FC Brno               | 2 | 0 | 0 | 2  | 0  |
| Martin Poljovka    | 1975-01-09 | Spartak Trnava           | 2 | 0 | 0 | 2  | 0  |
| Martin Škrtel      | 1984-12-15 | FK Zenit Sint-Petersburg | 2 | 0 | 0 | 2  | 0  |
| Vladimír Labant    | 1974-06-08 | Admira Wacker            | 1 | 0 | 0 | 21 | 0  |
| Maroš Klimpl       | 1980-07-04 | FC Baník Ostrava         | 0 | 1 | 0 | 11 | 0  |
| Peter Doležaj      | 1981-04-05 | MŠK Žilina               | 0 | 1 | 0 | 1  | 0  |
| Krisztián Németh   | 1975-04-05 | FC Rimavská Sobota       | 0 | 1 | 0 | 1  | 0  |
| Jozef Valachovič   | 1975-07-12 | Rapid Wien               | 0 | 1 | 0 | 24 | 0  |
| Middenveld         |            |                          |   |   |   |    |    |
| Miroslav Karhan    | 1976-06-21 | VfL Wolfsburg            | 8 | 0 | 3 | 65 | 5  |
| Marek Mintál       | 1977-09-02 | 1. FC Nürnberg           | 6 | 1 | 2 | 20 | 4  |
| Rastislav Michalík | 1974-01-14 | Kayserispor              | 6 | 0 | 0 | 18 | 0  |
| Dusan Sninsky      | 1977-07-07 | Grodzisk Wielkopolski    | 4 | 0 | 0 | 6  | 0  |
| Igor Žofčák        | 1983-04-10 | MFK Ružomberok           | 3 | 1 | 0 | 4  | 0  |
| Vladimír Janočko   | 1976-12-02 | Austria Wien             | 2 | 4 | 0 | 37 | 3  |
| Igor Demo          | 1975-09-18 | Borussia M'gladbach      | 2 | 2 | 1 | 22 | 3  |
| Miroslav Barčík    | 1978-05-26 | MŠK Žilina               | 2 | 0 | 0 | 3  | 0  |
| Martin Ďurica      | 1981-07-11 | MŠK Žilina               | 1 | 2 | 1 | 5  | 1  |
| Rudolf Urban       | 1980-03-01 | MFK Ružomberok           | 1 | 2 | 0 | 6  | 0  |
| Karol Kisel        | 1977-03-15 | Slovan Liberec           | 1 | 1 | 0 | 14 | 0  |
| Peter Kiška        | 1981-05-10 | ZTS Dubnica              | 1 | 1 | 0 | 2  | 0  |
| Ján Kozák          | 1980-04-24 | Artmedia Petržalka       | 1 | 0 | 0 | 1  | 0  |
| Ivan Belák         | 1978-01-23 | MŠK Žilina               | 0 | 4 | 0 | 4  | 0  |
| Juraj Dovicovic    | 1980-05-27 | ZTS Dubnica              | 0 | 2 | 0 | 2  | 0  |
| Branislav Fodrek   | 1981-02-05 | Artmedia Petržalka       | 0 | 2 | 0 | 2  | 0  |
| Aanval             |            |                          |   |   |   |    |    |
| Róbert Vittek      | 1982-04-01 | 1. FC Nürnberg           | 7 | 1 | 5 | 27 | 11 |
| Szilárd Németh     | 1977-08-08 | Middlesbrough FC         | 7 | 0 | 2 | 46 | 19 |
| Ľubomír Reiter     | 1974-12-03 | Sigma Olomouc            | 2 | 5 | 1 | 22 | 7  |
| Stanislav Šesták   | 1982-12-16 | MŠK Žilina               | 2 | 2 | 0 | 4  | 0  |
| Peter Babnic       | 1977-04-30 | Sigma Olomouc            | 2 | 0 | 1 | 12 | 1  |
| Martin Jakubko     | 1980-02-26 | Dukla Banská Bystrica    | 2 | 0 | 0 | 2  | 0  |
| Mário Breška       | 1979-12-27 | Panionios                | 1 | 4 | 0 | 6  | 0  |
| Andrej Porázik     | 1977-06-27 | Grodzisk Wielkopolski    | 1 | 1 | 1 | 2  | 1  |
| Marek Krejci       | 1980-11-20 | Wacker Burghausen        | 1 | 0 | 0 | 1  | 0  |
| Milan Ivana        | 1983-11-26 | 1. FC Slovácko           | 0 | 1 | 0 | 1  | 0  |